# 峇里海峽
峇里海峽是印度尼西亞的海峽，位於峇里島和爪哇島之間的巽他群島海域，最窄處僅有2.4公里。峇里海峽是包圍峇里島的水域之一，其他還有東部的龍目海峽，東南部的巴塘海峽，北部的峇里海，西南部的印度洋。
從地質學的角度來看，峇里島和爪哇島直到上個冰河時期結束時都是彼此相連的，都共享著巽他地質板塊。隨後，海水上升切斷陸地，使目前兩個島之間隔了一條峇里海峽。

印尼政府曾計畫在峇里海峽上建立跨海大橋連結爪哇島與峇里島的交通，但目前海峽兩岸仍以渡輪往來為主。